# Santa María de Gracia (Murcia)
Santa María de Gracia es un barrio de la ciudad de Murcia, en la Región de Murcia, España. Pertenece al distrito de Santa María de Gracia-San Antonio.

## Geografía

### Ubicación
Se encuentra situado en la parte norte de la ciudad. Comprende el área delimitada por las avenidas Miguel de Cervantes al oeste, Ronda Norte y General Primo de Rivera al sur, Juan Carlos I el este y la senda de Granada al norte.

### Población
Cuenta con 12 210 habitantes en el año 2022, según el INE.

## Historia
El origen de su límite norte, la Senda de Granada, uno de los caminos más antiguos que recorren la Región de Murcia, se remonta a época romana. Su límite oeste, el antiguo camino de Castilla, posterior carretera de Madrid y actual avenida Miguel de Cervantes, se encontraba ya trazado en el siglo XIII, debiendo pasar siete siglos para que su límite este quedara configurado (en 1933 fue inaugurado el ferrocarril Murcia-Caravaca, cuyo desmantelamiento en los años 70 dio lugar a la avenida Juan Carlos I). 
En esta zona de huerta próxima a la ciudad, con presencia de algunos palacetes rurales como el del Marqués de Torre Pacheco, tuvo lugar la decisiva Batalla del Huerto de las Bombas (en 1706), manteniéndose un paisaje de acequias, huertas y alquerías hasta la primera mitad del siglo XX. 
A comienzos del siglo XX se inauguró el campo de fútbol de la Torre de la Marquesa, en los terrenos donde entre 1922 y 1927 se construiría la Cárcel Vieja, y entre 1921 y 1930 la Estación de Murcia-Zaraiche.
El límite sur del barrio quedó finalmente trazado a comienzos de la década de 1940, con la inauguración de la Plaza Circular y las posteriores avenidas del General Primo de Rivera, plaza Diez de Revenga y Ronda Norte, planificadas en los años 20 y ejecutadas en los 50 como parte de la expansión norte de la ciudad de Murcia, generando un eje que debía conectar la carretera de Madrid con la de Alicante. La inauguración de dicho eje supuso el inicio del desarrollo del barrio de Santa María de Gracia como tal, construyéndose a finales de la década de 1940 el primer conjunto de bloques de viviendas de la Obra Sindical del Hogar, inaugurados en 1953.
Sin embargo, fue partir de 1975 cuando se vivió la fase más intensa de construcción del barrio.

## Equipamientos sociales
En él se encuentran el polideportivo José Barnés y la piscina municipal de Murcia, concretamente en la calle Mar Menor; la Biblioteca Regional de Murcia y el pabellón Príncipe de Asturias en la avenida Juan Carlos I; y el Archivo General de la Región de Murcia en la avenida de Los Pinos.
Dentro del barrio se localiza igualmente el parque de Fofó, con su auditorio.